# Torre de la Plaça de Benifaió
La torre de la Plaça de Benifaió (comarca valenciana de la Ribera) és una construcció dels segles xi i xiii d'arquitectura islàmica que se situa en el centre de la població.
Aquesta torre formaria part del cinturó defensiu de la ciutat de València, al costat de les torres d'Espioca, Silla, Almussafes, Mussa, etc., i seria també usada per a refugi dels habitants de les alqueries dels voltants. També ha tingut usos com a graner i presó.
L'amplada de la torre a la part inferior és d'uns onze metres en cadascun dels quatre costats. Té un total de quatre plantes amb una alçada total aproximada de 23 metres. La part superior està coronada per set merlets a cada costat. Les seves dimensions la situen entre les torres conservades més grans existents al País Valencià.
Els murs d'1,30 metres d'amplada van ser realitzats amb el sistema conegut com a «tapial de morter de calç i pedra», una tècnica constructiva mil·lenària. Els murs exteriors contenen espilleres i finestres per a il·luminar les tres plantes superiors. La llinda i els muntants de l'entrada van ser fets amb blocs monolítics de pedra calcària.
A la primera planta s'obre un balcó amb matacà amb la funció de defensar verticalment la porta d'entrada. A l'interior, al centre, s'aixequen quatre murs paral·lels entre els quals hi ha l'escala d'alts esglaons. Les voltes interiors de les diferents plantes van ser construïdes amb cintres de canya i fang, de les quals encara queden restes. La planta primera té volta de canó i als murs no hi ha cap finestra. La planta segona té una volta de canó dividida en quatre trams, resolts amb arcades fetes de maó que giren amb la volta. La tercera planta és similar a la segona quant a disposició i dimensions, però les voltes i els corresponents arcs giren en sentit contrari.
La quarta planta està formada per arcs que arrenquen de les cantonades del nucli central, però amb la particularitat de tenir altres quatre arcs més, vuit en total, cobrint cadascú amb una diferent volta de canó. La solució arquitectònica d'aquesta planta produeix una major compartimentat de l'espai, ofereix una profunditat sorprenent en una estança de mesures tan reduïdes.
La restauració de la torre de la Plaça (1994-1996) ha suposat la definitiva valoració d'aquesta emblemàtica construcció, després que l'any 1978 fos separada de l'antic Ajuntament. Ara només es troba unida a la casa palau dels Falcó, barons de Benifaió, amb la qual forma l'antiga fortificació senyorial.